# Casa Rosario Sans
La casa Rosario Sans es un edificio de Sitges (Barcelona) incluido en el Inventario del Patrimonio Arquitectónico de Cataluña, en la comarca del Garraf.

## Descripción
Es un edificio entre medianeras de planta baja, dos pisos y azotea. Tiene una única crujía. Presenta en la planta baja una puerta de acceso de arco escarzano enmarcada en ladrillo. En el primer piso hay un balcón adintelado con peana semicircular, y en el segundo piso encontramos una ventana de arco apuntado.
Tiene dos aperturas. El remate del edificio lleva cornisa de teja y una barandilla de azotea que simula almenas.
Es remarcable en este edificio la utilización de motivos decorativos de cerámica, tanto en el plafón, entre el primer y el segundo piso, que representa una escena de la Sagrada Familia, como en la ventana de la segunda planta.

## Historia
A pesar de los efectos destructivos que la explosión turística de las últimas décadas ha tenido sobre el frente litoral de Sitges, este conserva todavía parcialmente testimonios de su época de formación. A partir de inicios del siglo XX, las construcciones existentes en este sector fueron siendo progresivamente integradas en varios proyectos de urbanización que dieron lugar a un frente de mar consolidado ya en los años 30, donde actualmente todavía es posible ver ejemplos de los estilos arquitectónicos predominantes en aquel período : eclecticismo, modernismo y novecentismo. El edificio del número 28 del paseo de la Ribera se inscribe en la segundo de estas corrientes.